# Rolf von Hohenhau
Rolf Baron Vielhauer von Hohenhau (* 12. Oktober 1944 in Lechbruck am See als Rolf Kartmann) ist ein deutscher Lobbyist, Unternehmer und Kommunalpolitiker (CSU).

## Leben
Von Hohenhau besuchte das Jakob-Fugger-Gymnasium in Augsburg. Ein Studium der Betriebswirtschaftslehre in München schloss er als Diplom-Kaufmann ab. Außerdem studierte er in Berlin Landwirtschaftliche Betriebswirtschaftslehre. Hinzu kommt nach eigenen Angaben eine nicht näher spezifizierte Ausbildung als Journalist.
Von Hohenhau war Honorarkonsul des Inselstaats São Tomé und Príncipe für Bayern.

### Lobbyismus
Von Hohenhau ist seit 1983 Präsident des Bundes der Steuerzahler in Bayern e.V.; dieser Verein agiert als eigenständiger Landesverband des deutschlandweit tätigen Vereins Bund der Steuerzahler e.V. Im Jahr 2012 forderte er, aus Kostengründen die bayerische Praxis für Verbeamtungen auf den Prüfstand zu stellen. Er bezieht  Stellung gegen den Europäischen Stabilitätsmechanismus zur Euro-Rettung (ESM). Laut manager magazin sagte er im September 2012 auf einer Podiumsveranstaltung gegen den ESM unter anderem „Man lügt das Volk jeden Tag an“ und „Was glauben Sie, warum die Bundeswehr in einer Stadt im Osten den Häuserkampf übt?“. Im Frühjahr 2009 stellte von Hohenhau ein Plakat des Bundes der Steuerzahler in Bayern vor, auf dem die politischen Forderungen auf provokante Weise dadurch bekräftigt wurden, dass unter der Überschrift „Liebe Bundesregierung, jetzt treten wir Euch in den Arsch!“ das entblößte Gesäß einer Frau zu sehen war.
Außerdem ist von Hohenhau seit 1986 Präsident der Taxpayers Association of Europe e.V. (TAE) mit Sitz in München und Brüssel und seit 2004 Vizepräsident sowie Honorary Deputy President der World Taxpayers Association (WTA) mit Sitz in Washington.

### Unternehmer
Von Hohenhau betreibt zusammen mit seinem Sohn die Wirtschaftsberatungs- und Verwaltungs-GmbH Augsburg. Er ist Mitinhaber der Kurhotel Königshof Betriebs GmbH und der Kurhotel Königshof Besitz GbR in Lechbruck am See. Seit 1974 ist er Geschäftsführender Vorsitzender des Altersheims Lechbruck. Er hält 61 Prozent der Anteile an der Europarkhotel und Gesundheit GmbH & Co. KG, die seit 2004 ein Hotel mit 280 Betten in Füssen betreibt.

### Verwaltungs- und Aufsichtsrat
Von Hohenhau war von 1990 bis 2002 und ist erneut seit 2008 Verwaltungsrat der Stadtsparkasse Augsburg.
Bei der Firma ce Consumer Electronics AG (später umbenannt in ce Global Sourcing AG) war von Hohenhau ab dem Börsengang 1998 stellvertretender Vorsitzender des Aufsichtsrats und von 2002 bis 2008 Aufsichtsratsvorsitzender. An Erich Lejeune, den Gründer dieser Firma, überreichte von Hohenhau in seiner Eigenschaft als Präsident der Taxpayers Association of Europe e.V. den Europäischen Steuerzahlerpreis 1999.
Seit 2001 ist von Hohenhau Aufsichtsrat der ATOSS Software AG, welche er 2002 in seiner Eigenschaft als bayerischer Steuerzahler-Präsident mit dem Kreativpreis des Bundes der Steuerzahler in Bayern e. V. auszeichnete.

### Kommunalpolitiker
Rolf von Hohenhau saß für die CSU bis 2002 fast zwanzig Jahre im Augsburger Stadtrat. 2014 kandidierte er erneut und wurde als einer von 23 CSU-Bewerbern in das Gremium gewählt. Er war Vorsitzender des CSU-Kreisverbands Augsburg West. Er gründete die Bürgerinitiative Neue Augsburger Mitte e.V. (NAM), die Fragen der Verkehrsgestaltung in Augsburg aufgreift.
Als innerparteilicher Kritiker hat er mehrfach die Politik des Augsburger Oberbürgermeisters Kurt Gribl angegriffen, unter anderem wegen der Gestaltung des Königsplatzes.
Im Juni 2013 versuchte er gemeinsam mit dem CSU-Politiker Bernd Kränzle, eine Rentnerin bei Androhung einer Vertragsstrafe von 5000 Euro zum Widerruf eines Leserbriefes über die Personalpolitik der Augsburger CSU zu zwingen. Nach heftiger Kritik in Internetforen und Leserbriefen und einer Intervention des CSU-Parteivorsitzenden Horst Seehofer nahmen beide CSU-Politiker ihre Forderung nach einer Unterlassungserklärung zurück.

## Auszeichnungen
- 1988 Bundesverdienstkreuz am Bande
- 1992 Bayerischer Verdienstorden
- 2001 Bayerische Verfassungsmedaille in Silber
- 2002 Bundesverdienstkreuz 1. Klasse
- 2002 Goldener Ehrenring der Stadt Augsburg, nach Ausscheiden aus dem Augsburger Stadtrat
- 2003 Senator des Vereins Europäischer Wirtschaftssenat e.V. mit Sitz in München; seit 2003 ist von Hohenhau auch Aufsichtsrat in diesem Verein.
- 2006 Goldmedaille der luxemburgischen Stiftung Mérite Européen
- 2008 Ehrensenator der privaten Fachhochschule Business and Information Technology School in Iserlohn